# Motyl
Motyl var en blandning av bensin och sprit som användes för militära fordon under andra världskriget. Fordonen startades med M50 som innehöll 50% sprit och kördes sedan vidare på M85 med 85% sprit. Fordon i lantbruket, traktorer och tröskor framför allt, fick också nyttja motyl.